# 臺北榮民總醫院
25°07′16″N 121°31′08″E / 25.12119°N 121.51892°E
臺北榮民總醫院（簡稱臺北榮總、北榮）（英語：Taipei Veterans General Hospital）是一家位於臺灣臺北市北投區石牌的公立醫院，直屬國軍退除役官兵輔導委員會管轄，下轄蘇澳、員山、桃園、新竹、玉里、鳳林、臺東等7家榮民醫院分院。臺北榮總在成立之初，床位約有600餘张，只服务退役官兵，后来逐步向社会开放，现在每日门诊1萬人次，床位3,000餘张。共有醫師1,156位，護理人員2,980位，總員工數達5,000多人。目前臺北榮總的主要建築有中正樓、思源樓、長青樓、第一、二、三、湖畔門診大樓、致德樓、神經再生中心、身障中心、動力中心、科技大樓、護理館等；主樓中正樓高24層，是石牌地區的地標之一。土地面積30.356936公頃，總樓地板面積545,203.83平方公尺。
在中華民國醫療衛生體制中，臺北榮總與臺中榮民總醫院、高雄榮民總醫院同列為最高等級的「醫學中心」；國立陽明交通大學亦緊鄰其側，雙方於醫學教學、研究方面有密切往來，並同組「榮陽團隊」，最知名之研究成果為完成了「人類第四號染色體千萬鹼基定序」的重大工程，也成功完成全世界首次的靈芝基因體定序。

## 歷史

### 時間線
- 1956年6月6日，醫院建築工程奠基，原名「臺灣榮民總醫院」。
- 1958年7月1日，醫院組織成立。
- 1959年11月1日，正式營業，首任院長為盧致德。
- 1963年5月22日，改稱「行政院國軍退除役官兵就業輔導委員會榮民總醫院」（簡稱榮民總醫院）。
- 1966年9月27日，全銜隨退撫會更名為「行政院國軍退除役官兵輔導委員會榮民總醫院」。
- 1971年，時任中華民國行政院副院長蔣經國指示，榮總會同國防醫學院共同成立陽明醫學院（今 國立陽明交通大學）培養醫療人材。
- 1981年，在臺中市成立榮民總醫院臺中分院。
- 1985年，台灣第一個試管嬰兒在該院出生。
- 1988年7月1日，榮總臺中分院獨立為臺中榮民總醫院，隨之更名為「行政院國軍退除役官兵輔導委員會臺北榮民總醫院」（簡稱臺北榮民總醫院）。
- 1990年，在高雄市成立臺北榮民總醫院高雄分院。
- 1993年，臺北榮民總醫院高雄分院獨立為高雄榮民總醫院。
- 1999年，臺北市政府興建的臺北市立關渡醫院委由臺北榮民總醫院經營，2000年正式服務。
- 2011年1月25日，蘇澳、員山榮民醫院改制為北榮分院，分別更名為臺北榮民總醫院蘇澳分院、臺北榮民總醫院員山分院。
- 2012年1月1日，桃園、竹東榮民醫院改制為北榮分院，分別更名為臺北榮民總醫院桃園分院、臺北榮民總醫院新竹分院。
- 2013年11月，國軍退除役官兵輔導委員會組織調整，全銜更名為「臺北榮民總醫院」；玉里、鳳林、臺東榮民醫院改制為北榮分院，分別更名為臺北榮民總醫院玉里分院、臺北榮民總醫院鳳林分院、臺北榮民總醫院臺東分院。
- 2019年，臺北榮民總醫院將設立重粒子治癌中心。

### 著名患者
- 1969年9月16日，時任中華民國總統蔣中正在陽明山發生車禍，隨即送至榮總救治。至1975年4月5日逝世前，蔣中正均在臺北榮總接受治療。
- 1988年1月13日，時任總統蔣經國，在台北榮總病逝。
- 1993年12月24日，前總統嚴家淦，在台北榮總病逝。
- 2004年12月15日，前總統夫人蔣方良，在台北榮總病逝。
- 2006年2月15日，前中華民國行政院院長孫運璿，在台北榮總病逝。
- 2015年6月15日，香港《東方日報》創辦人、毒販馬惜珍，在台北榮總病逝。
- 2018年3月18日，黨外人士、歷史學家李敖在台北榮總病逝。
- 2020年7月30日，前總統李登輝，在台北榮總病逝[1]。
- 2024年1月15日，前民主进步党主席施明德在台北荣总逝世。

#### 117號病房
117號病房是榮總的一間特殊病房。由於榮總的屬性與地理位置與蔣中正家族有著特殊的關係，當年117號病房即為蔣家的私人病房；蔣家第三代只要身體有任何情況，都是到這個病房休養。這個病房也分別在1989年4月14日送走了蔣孝文、1991年7月1日送走了蔣孝武、1996年12月22日送走了蔣孝勇三兄弟，替這間病房增添神秘色彩。2004年12月15日蔣方良也病逝於該病房。

## 組織架構
- 院長
- 副院長（5）
- 主任祕書

### 業務單位
- 內科部 （61）

1.心臟內科
2.胃腸肝膽科
3.血液科
4.內分泌新陳代謝科
5.過敏免疫風濕科
6.腎臟科
7.感染科
8.一般內科
9.輸血醫學科
10.臨床毒物與職業醫學科
- 外科部 （62）

1.一般外科
2.胸腔外科
3.心臟血管外科
4.大腸直腸外科
5.重建整形外科
6.兒童外科
7.實驗外科
8.移植外科
- 骨科部 （63）

1.骨折創傷科
2.關節重建科
3.運動醫學科
4.手外科
5.兒童骨科
6.脊椎外科
- 胸腔部 （64）

1.一般胸腔科
2.呼吸感染免疫科
3.臨床呼吸生理科
4.呼吸治療科
5.胸腔腫瘤科
- 婦女醫學部 （65）

1.婦科
2.高危險妊娠暨產科
3.生殖內分泌不孕症科
4.遺傳優生學科
5.婦癌科
- 兒童醫學部 （66）

1.一般兒科
2.兒童心臟科
3.兒童胃腸科
4.兒童免疫腎臟科
5.新生兒科
6.兒童遺傳內分泌科
7.兒童感染科
- 復健醫學部 （67）

1.一般復健科
2.神經復健科
3.骨骼關節復健科
- 放射線部 （68）

1.呼吸循環放射科
2.介入性診療放射科
3.腹部影像醫學科
4.骨骼關節放射科
5.神經放射科
6.兒童暨急診放射科
7.乳房暨超音波科
8.磁振影像醫學科
- 核醫部 （69）

1.核子醫學科
2.臨床免疫科
3.放射製藥科
- 營養部 （70）

1.臨床營養科
2.膳食管理科
- 神經醫學中心（71）

1.一般神經科
2.腦血管科
3.週邊神經科
4.癲癇科
5.一般神經外科
6.功能性神經外科
7.兒童神經外科
8.神經重症加護科
9.神經修復科
- 精神醫學部 (72）

1.成人精神科
2.兒童青少年精神科
3.老年精神科
4.社區復健精神科
5.心身醫學科
- 急診部 （73）

1.急診醫學科
2.外傷醫學科
3.災難醫學科
- 口腔醫學部 （74）

1.贗復牙科
2.家庭牙科
3.牙髓病科
4.牙周病科
5.兒童牙科
6.齒顎矯正科
7.口腔顎面外科
- 眼科部 （75）

1.一般眼科
2.眼矯形重建科
3.眼肌神經科
4.青光眼科
5.視網膜科
- 耳鼻喉頭頸醫學部 （76）

1.耳科
2.鼻頭頸科
3.喉頭頸科
- 腫瘤醫學部 （77）

1.放射腫瘤科
2.藥物治療科
- 皮膚部 （78）

1.皮膚診斷科
2.光化學治療科
- 重症醫學部 （79）

1.重症加護內科
2.重症加護外科
- 病理檢驗部 （80）

1.一般病理科
2.外科病理科
3.細胞病理科
4.分子病理科
5.中央檢驗科
6.微生物科
7.一般檢驗科
8.品保科
- 藥學部 （81）

1.調劑科
2.製劑科
3.臨床藥學科
- 護理部 （82）
- 教學部 （83）

1.醫學圖書組
2.教學行政組
3.臨床技術訓練科
4.教師培育科
- 家庭醫學部 （84）

1.家庭醫學科
2.安寧緩和醫學科
3.社區醫學科
- 傳統醫學部 （85）

1.整合醫學科
2.一般中醫科
- 醫學研究部 （86）

1.基礎研究科
2.轉譯研究科
3.臨床研究科
4.臨床試驗科
- 健康管理中 心（87）

1.一般健檢科
2.健康管理科
3.實驗檢查科
- 麻醉部 （88）

1.一般麻醉科
2.神經麻醉科
3.婦幼麻醉科
4.胸腔心臟麻醉科
5.疼痛控制科
- 國家多目標醫用迴旋加速器中心 （89）

1.迴旋加速器組
2.放射化學組
3.電算工程組
4.醫用物理組
5.正子臨床作業科
- 身障重建中心（90）

1.身障醫療科
2.研發製造組
3.推廣組
- 高齡醫學中心 （91）

1.高齡醫學科
2.研發推展科
- 泌尿部 （92）

1.一般泌尿科
2.婦幼泌尿科
3.男性生殖科
- 醫務企管部 （93）

1.醫務企劃組
2.績效管理組
3.醫療事務組
4.病歷管理組
5.醫療費用組
- 職業安全衛生室（94）
- 品質管理中心 (95)
- 社會工作室 （60）

1.社會工作組
2.輔導組

### 輔助單位
- 公共事務室 （02）

1.公共關係組
2.國會聯絡組
3.秘書組
- 工務室 （06）

1.設計施工組
2.公用設備組
3.醫學工程組
4.修護保養組
- 補給室 （07）

1.採購組
2.資財組
3.配發組
- 總務室 （15）

1.出納組
2.事務組
3.文書組
- 資訊室 （25）

1.應用發展一組
2.應用發展二組
3.系統操作組
4.技術網路組
- 人事室 （10）

1.任免組
2.考核組
3.資料組
- 主計室 （12）

1.歲計組
2.稽核組
3.會計組
4.成本組
- 政風室 （55）

1.政風預防組
2.政風查處組
3.安全防護組

## 歷任院長
| 任次 | 姓名                   | 就職時間      | 卸任時間      |
| ---- | ---------------------- | ------------- | ------------- |
| 1    | 盧致德（陸軍中將退伍） | 1957年3月1日  | 1978年5月13日 |
| 2    | 鄒濟勳（陸軍上校退伍） | 1978年6月1日  | 1988年4月12日 |
| 3    | 羅光瑞                 | 1988年4月16日 | 1994年3月31日 |
| 4    | 彭芳谷（上校退伍）     | 1994年4月1日  | 1996年7月15日 |
| 5    | 程東照（少將退伍）     | 1996年7月16日 | 1998年7月16日 |
| 6    | 張茂松                 | 1998年7月16日 | 2003年4月23日 |
| 7    | 李良雄                 | 2003年5月14日 | 2009年1月15日 |
| 8    | 林芳郁                 | 2009年1月16日 | 2015年1月15日 |
| 9    | 張德明（陸軍中將退伍） | 2015年1月16日 | 2020年7月15日 |
| 10   | 李發耀（副院長代理）   | 2020年7月16日 | 2021年1月15日 |
| 11   | 許惠恒                 | 2021年1月16日 | 2022年1月15日 |
| 12   | 陳威明                 | 2022年1月16日 |               |

## 圖集

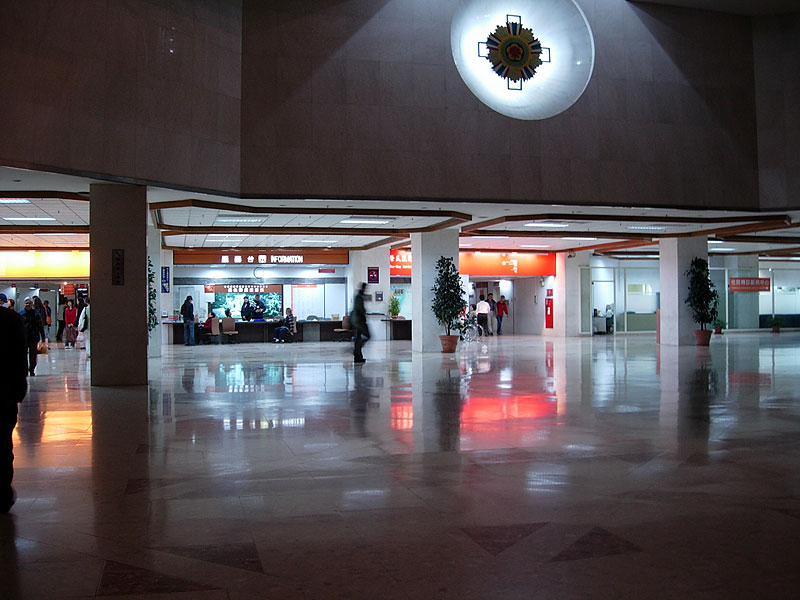
臺北榮民總醫院服務臺夜景
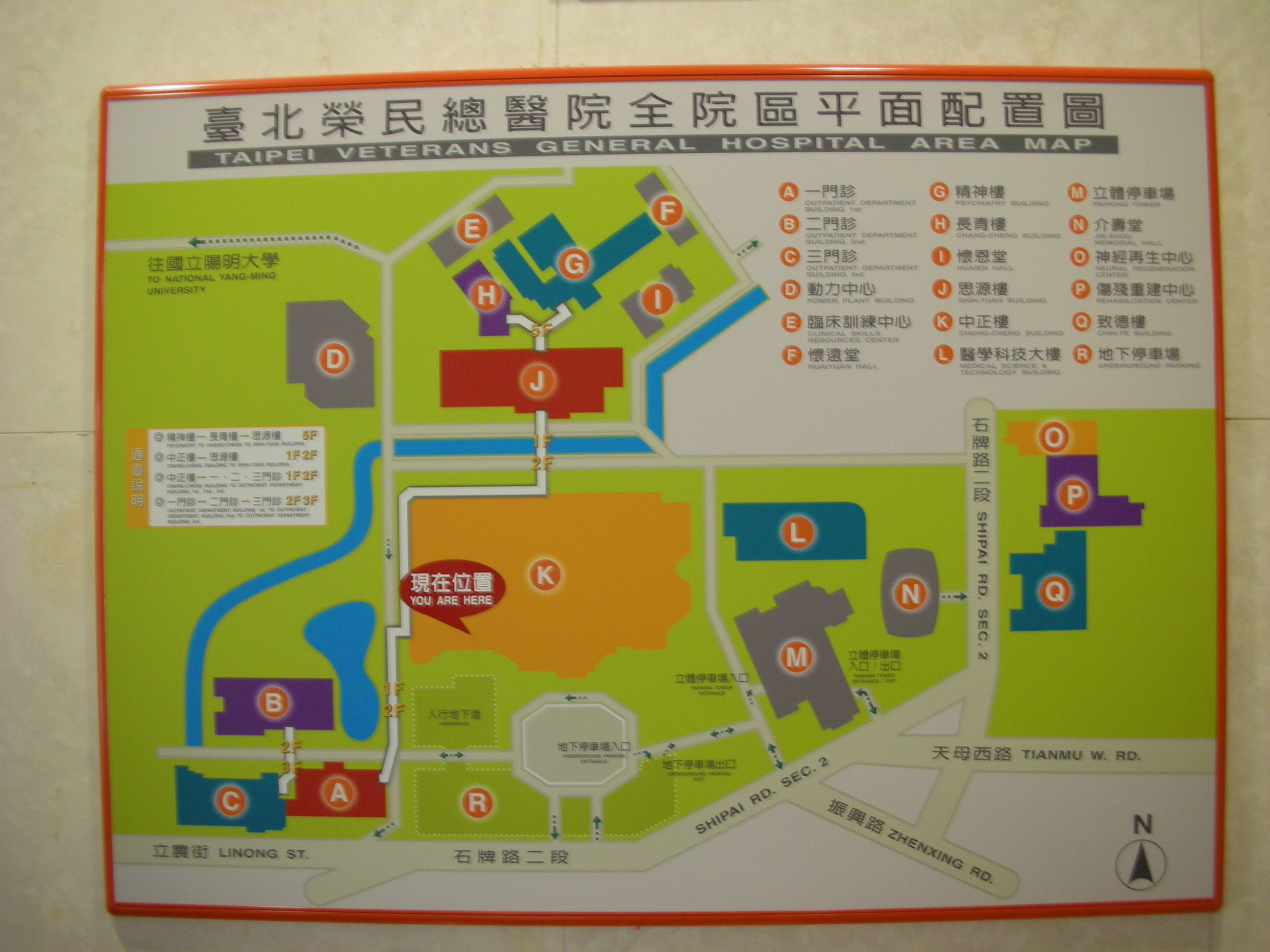
臺北榮民總醫院全院區平面配置圖
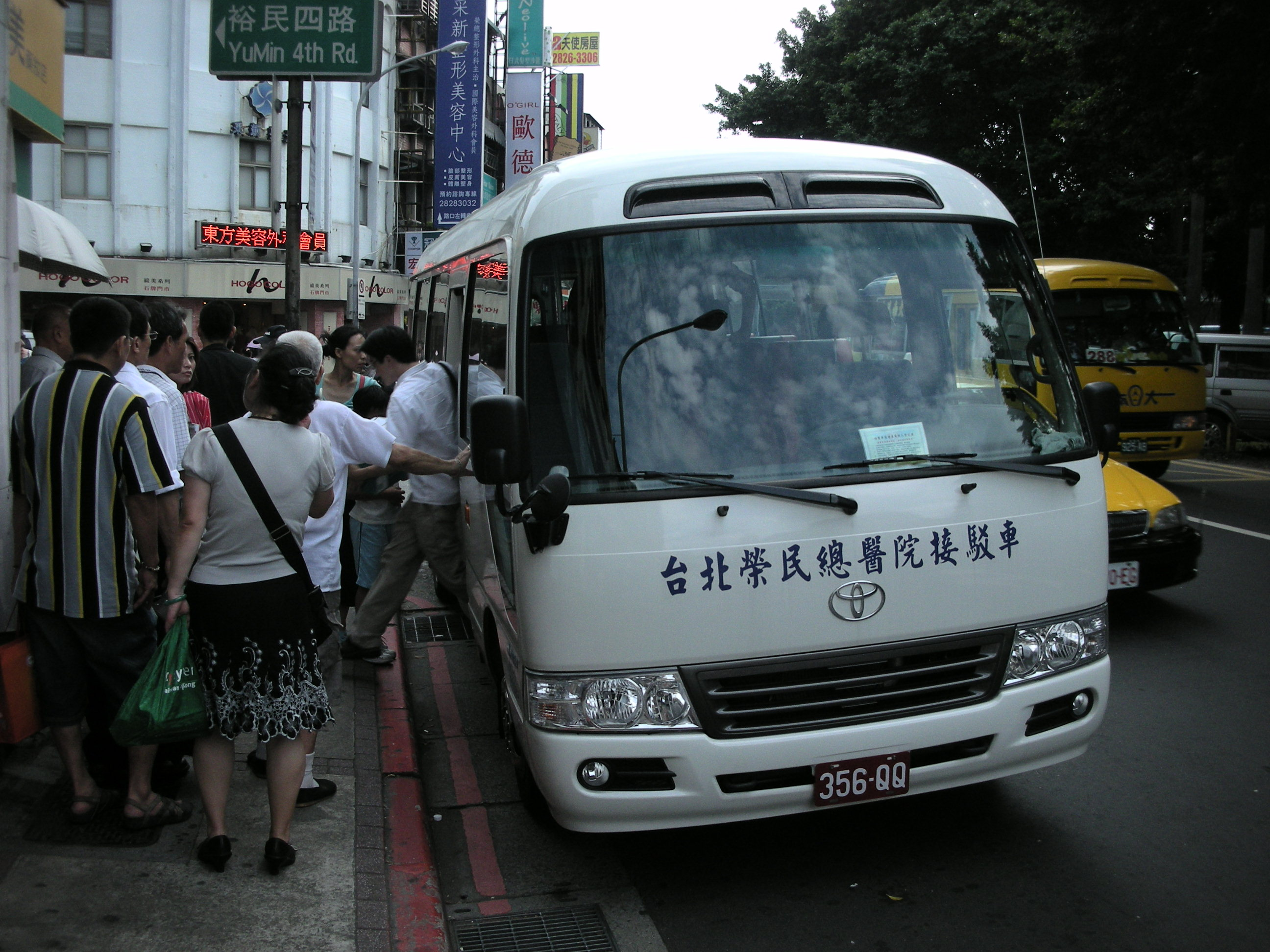
臺北榮民總醫院接駁車
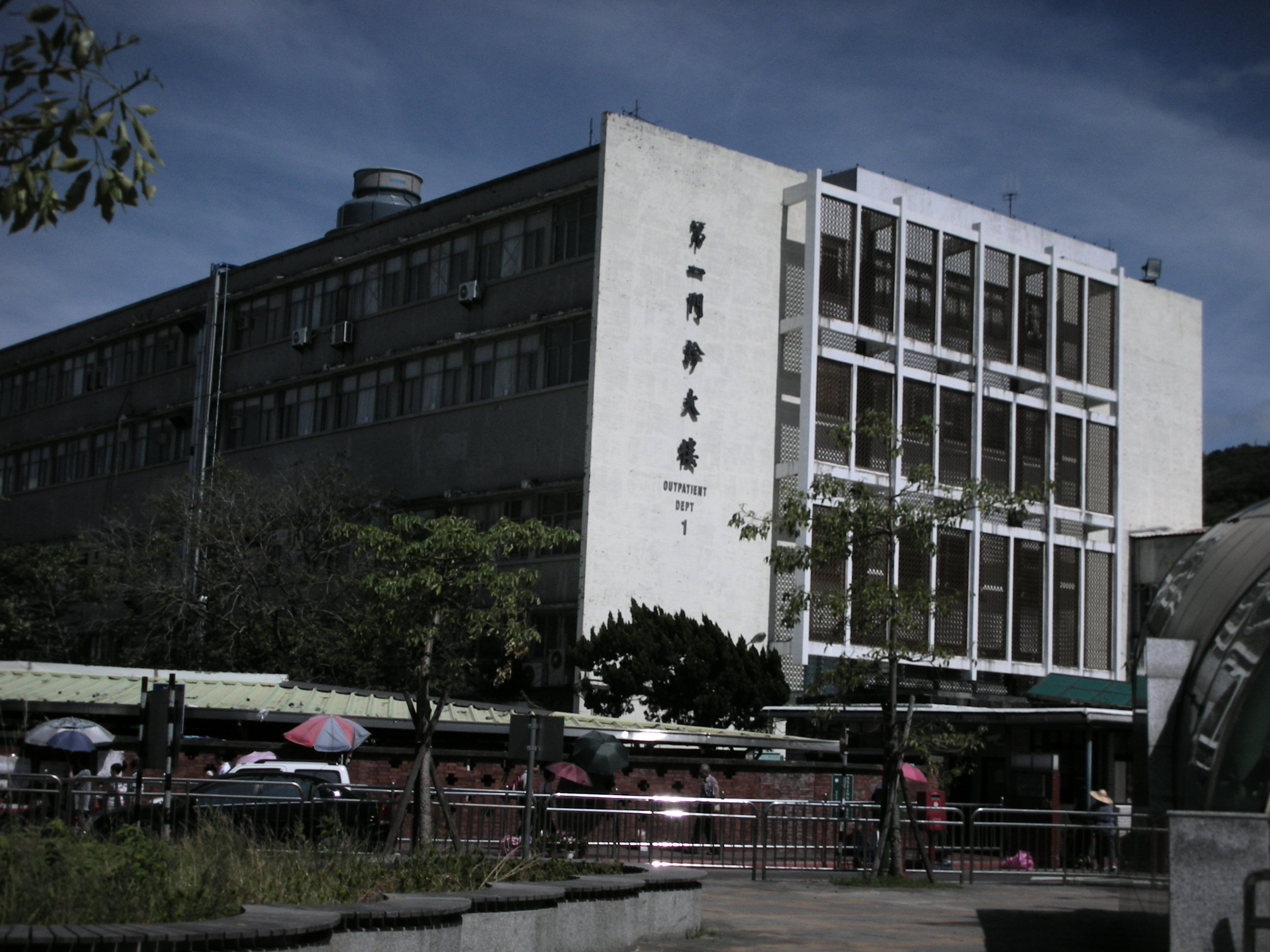
臺北榮民總醫院第一門診大樓
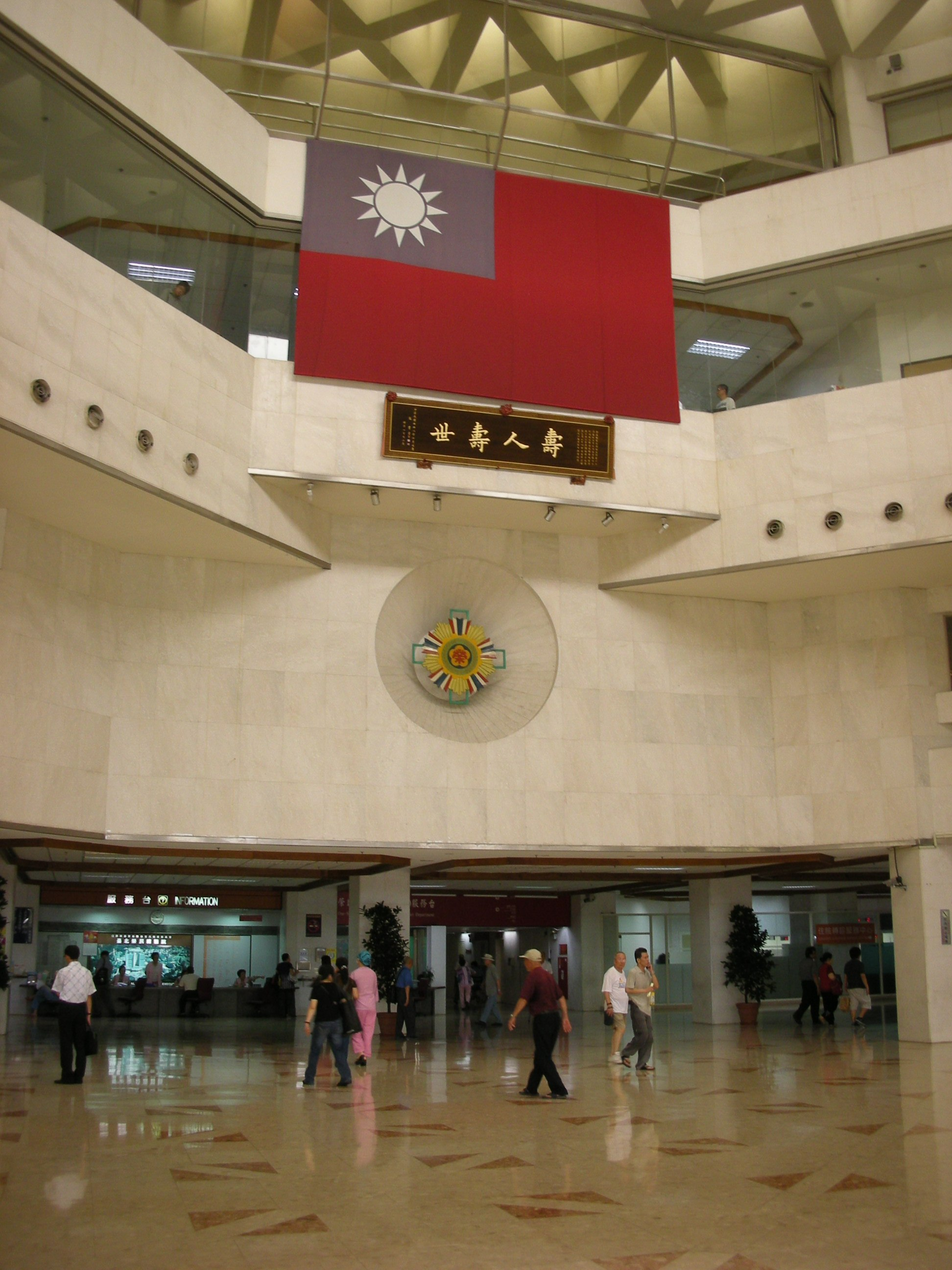
臺北榮民總醫院大廳
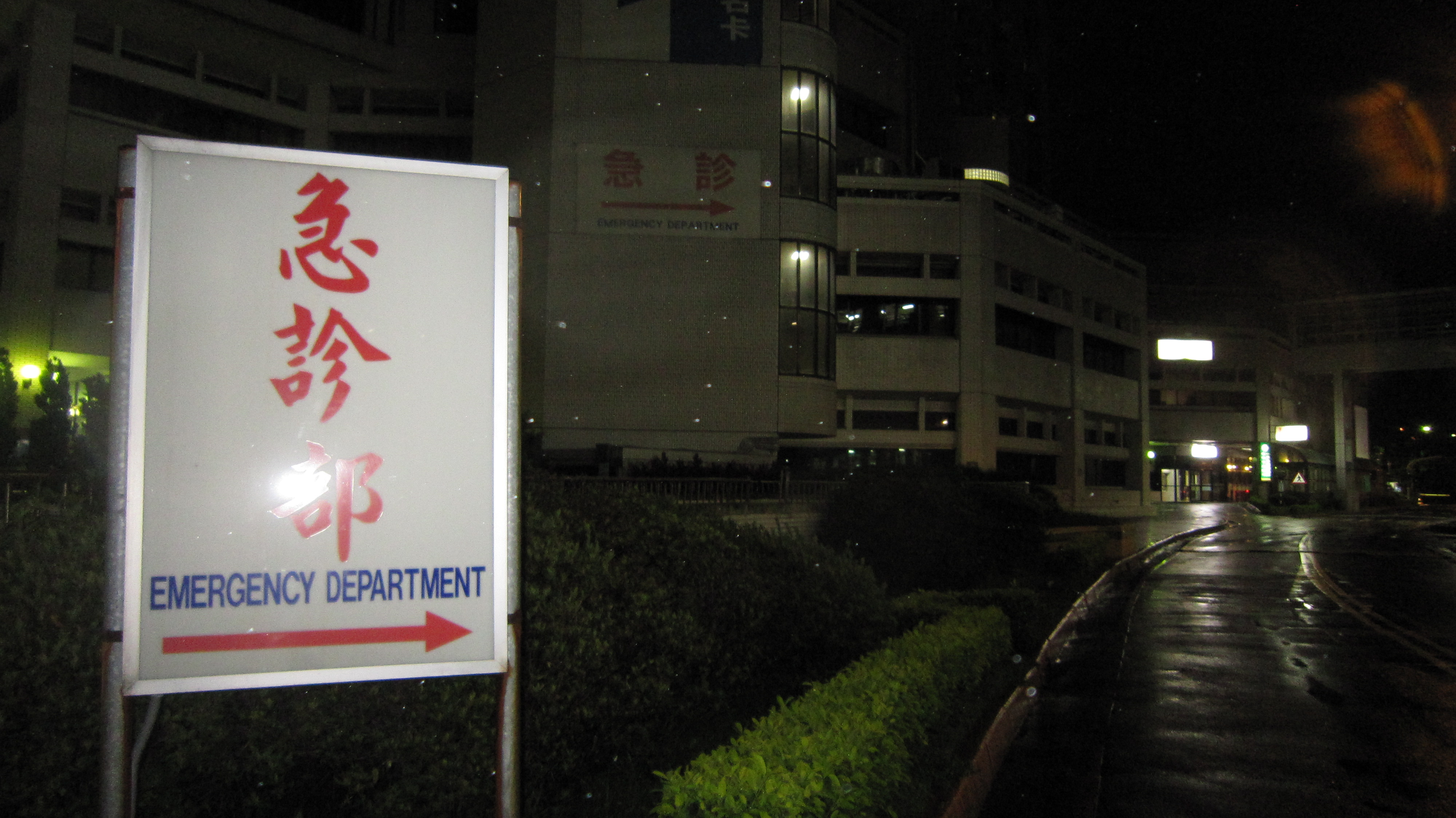
臺北榮民總醫院急診